# Gaston Girbal
Gaston Girbal (1889-1972), was een Franse illustrator en kunstschilder, bekend om zijn affiches voor onder andere de Folies Bergère, Édith Piaf, Josephine Baker, Genevieve Guitry, Casino de Paris en voor tal van theatergezelschappen. Ook was hij de tekenaar van meer dan 70 bladmuziekomslagen in de jaren 1920-1940 voor diverse Parijse muziekuitgeverijen.